# Падина (Силистренская область)
Падина (болг. Падина) — село в Болгарии. Находится в Силистренской области, входит в общину Главиница. Население составляет 399 человек.

## Политическая ситуация
В местном кметстве Падина, в состав которого входит Падина, должность кмета (старосты) исполняет Басри Рамадан Мехмед (Движение за права и свободы (ДПС)) по результатам выборов правления кметства.
Кмет (мэр) общины Главиница — Насуф Махмуд Насуф (Движение за права и свободы (ДПС)) по результатам выборов в правление общины.